# Ingoldingen

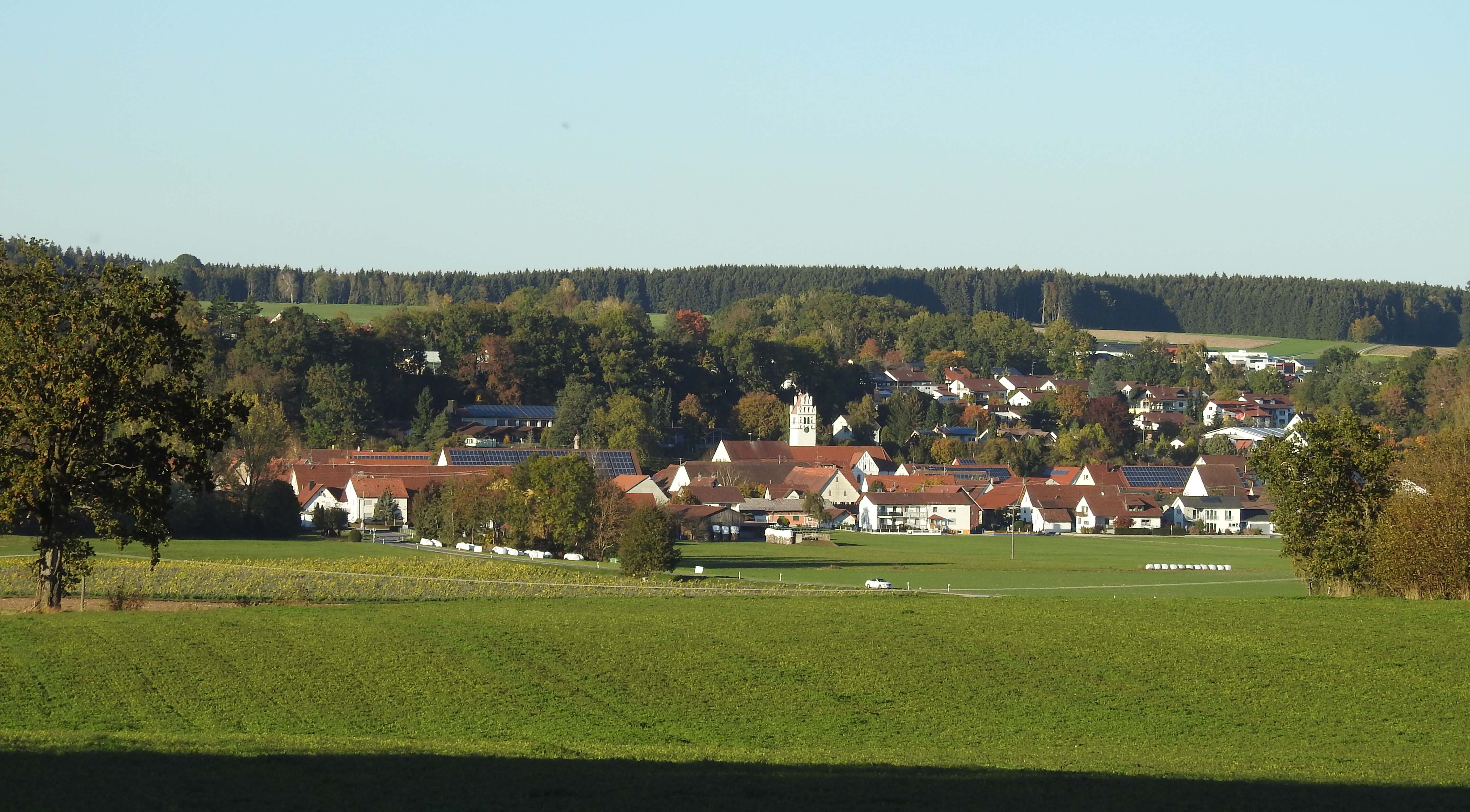
Vu du sud d'Ingoldingen

Ingoldingen est une commune de Bade-Wurtemberg (Allemagne), située dans l'arrondissement de Biberach, dans la région Donau-Iller, dans le district de Tübingen.

## Histoire

### Histoire dans l'ancien empire
Ingoldingen a été mentionné pour la première fois dans un document en 1083 lors de la querelle des investitures. À cette époque, il appartenait à l'abbaye de Saint-Georges-en-Forêt-Noire (de). Le bailliage était entre les mains des nobles du pays. En 1566, le duc Christoph von Württemberg prit possession des lieux, supposant qu'il avait droit à toutes les parties du monastère, devenu protestant. Cependant, les moines du monastère Saint-Georges qui sont restés catholiques ont maintenant pris leur siège dans la ville impériale de Villingen et ont fait valoir leur revendication continue sur Ingoldingen. Ils ont trouvé le soutien de la Maison de Habsbourg, qui a affecté le bailliage local au flottement libre du Landvogtei Schwaben.

### Histoire depuis l'époque du Wurtemberg
En 1806, Ingoldingen est venu au Royaume de Wurtemberg et a été subordonné à l'Oberamt Waldsee. Lors de la réforme administrative de l'époque du national-socialisme, Ingoldingen est venu de l'Oberamt Waldsee au district nouvellement défini de Biberach en 1938. En 1945, l'endroit est devenu une partie de la zone d'occupation française et est ainsi devenu une partie de l'état d'après-guerre Württemberg-Hohenzollern, qui en 1952 est devenu une partie de l'état de Bade-Wurtemberg.

### Aménagement spatial du territoire communal
Au cours de la réforme communale du Bade-Wurtemberg, les communes et localités suivantes ont été incorporées à Ingoldingen ou fusionnées avec Ingoldingen :
- 1er juin 1972 : Grodt et Muttensweiler
- 1er décembre 1974 : Winterstettendorf
- 1er janvier 1975 : Winterstettenstadt (fusionnée avec Ingoldingen pour former la nouvelle commune d'Ingoldingen)
- 1er janvier 1976 : les quartiers de Gensenweiler, Hervetsweiler, Wattenweiler et Hagnaufurt de la ville Bad Waldsee (de l'ancienne commune Michelwinnaden).

### Religions
Ingoldingen est traditionnellement catholique romaine. Les paroisses catholiques de St. Georg à Ingoldingen, St. Jakobus à Muttensweiler, St. Pankratius à Winterstettendorf et St. Georg à Winterstettenstadt font partie de l'unité de soins pastoraux Riß-Federbachtal dans le Diocèsde de Biberach.
Les chrétiens protestants appartiennent à la Paroisse de Schussenried.

## Jumelage
- Saint-Marcel-lès-Valence (France) 650km. Il existe un jumelage pour adultes et un autre pour les jeunes qui a lieu chaque année la dernière semaine d'août. Concernant le logement, les voyageurs vivent dans les familles le temps du séjour, l'hébergement est donc gratuit, il est même possible d'être plusieurs par famille, de partir sans recevoir et inversement. La contribution demandée est minime car les villes subventionnent ces projets. À propos des activités, lors de la semaine, un programme varié est proposé. Il s'agit de sport, de visites, de création et de repas auxquels tout le monde contribue.